# Амзя (Нефтекамський міський округ)
Амзя́ (рос. Амзя, башк. Әмзә) — село (в минулому смт) у складі Башкортостану, Росія. Входить до складу Нефтекамського міського округу.
Населення — 4993 особи (2010, 4834 у 2002).
У період 1962-2004 років село мало статус селища міського типу.